# Cenovis

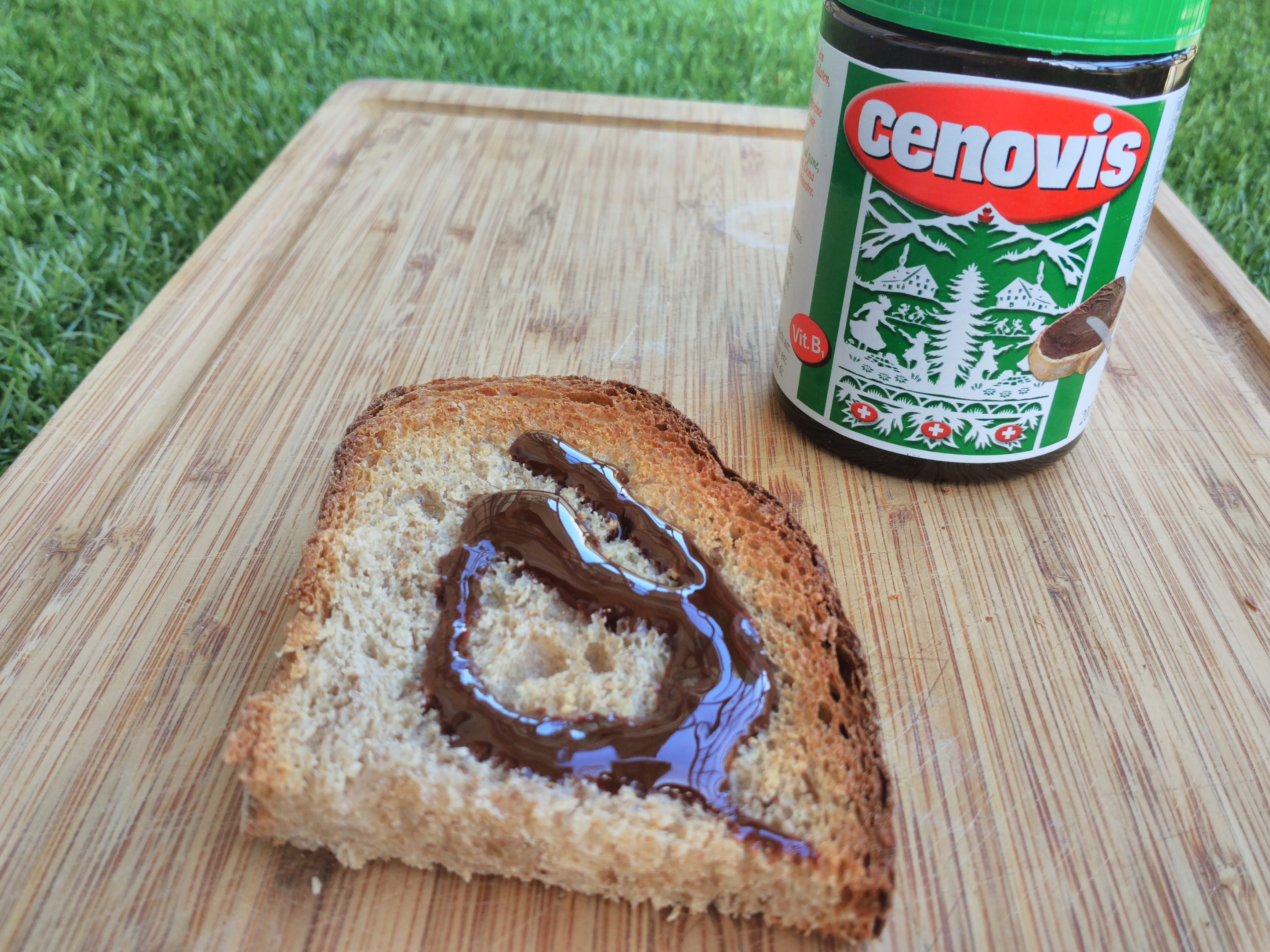
Cenovis med bröd

Cenovis är en matprodukt tillverkad av jästextrakt, liknande Marmite och Vegemite, och är rik på vitamin B1. Det är en mörkbrun påläggspasta, som oftast äts bredd på en smörad brödskiva, men som också kan användas för att smaksätta soppor, korvar eller sallader.
Cenovis är populärt i hemlandet Schweiz, där produkten skapades 1931, och där den idag tillverkas av företaget Cenovis SA.